# Cohors II Delmatarum (Dalmatia)
Die Cohors II Delmatarum [milliaria] [equitata] (deutsch 2. Kohorte der Delmater [1000 Mann] [teilberitten]) war eine römische Auxiliareinheit. Sie ist durch Inschriften belegt.

## Namensbestandteile
- Delmatarum: der Delmater. Die Soldaten der Kohorte wurden bei Aufstellung der Einheit aus dem illyrischen Stamm der Delmater auf dem Gebiet der römischen Provinz Dalmatia rekrutiert.

- milliaria: 1000 Mann. Je nachdem, ob es sich um eine Infanterie-Kohorte (Cohors milliaria peditata) oder einen gemischten Verband aus Infanterie und Kavallerie (Cohors milliaria equitata) handelt, lag die Sollstärke der Einheit entweder bei 800 oder 1040 Mann. In 2 Inschriften wird statt milliaria das Zeichen {\displaystyle \infty } verwendet.

- equitata: teilberitten. Die Einheit war möglicherweise ein gemischter Verband aus Infanterie und Kavallerie.[A 1]

Die Einheit war entweder eine Cohors milliaria (peditata), eine reine Infanterie-Kohorte mit einer Sollstärke von 800 Mann oder eine Cohors milliaria equitata mit einer Sollstärke von 1040 Mann (800 Mann Infanterie und 240 Reiter), bestehend aus zehn Centurien Infanterie mit jeweils 80 Mann sowie acht Turmae Kavallerie mit jeweils 30 Reitern.

## Geschichte
Die Kohorte ist in der Provinz Dalmatia durch Inschriften belegt. Auf der Inschrift (CIL 3, 8655), die in Salona gefunden wurde und die auf 169/170 n. Chr. datiert ist, ist die Errichtung einer Mauer durch die Einheit vermerkt. John Spaul nimmt an, dass die Kohorte möglicherweise wie die Cohors I Delmatarum (Dalmatia) eine Ausbildungs- und Nachschubeinheit war.

## Standorte
Standorte der Kohorte sind nicht bekannt.

## Angehörige der Kohorte
Folgende Angehörige der Kohorte sind bekannt.

### Kommandeure
| - Cn(aeus) Pomp(eius) Politianus, ein Tribun (um 151/200) (ILJug-03, 01483) | - L(ucius) Annaeus Servillianus, ein Tribun (um 169/170) (CIL 3, 8655) |

### Sonstige
| - C(aius) Fresius Valentinus, ein Veteran und ehemaliger Centurio (AE 1934, 205) | - T. Statius Crispinus, ein dec(urio) eq(uitum) (CIL 3, 8335) |

## Weitere Kohorten mit der BezeichnungCohors II Delmatarum
Es gab noch eine weitere Kohorte, die Cohors II Delmatarum (Britannia), die in der Provinz Britannia stationiert war.